# Eugenia del Pino
Eugenia María del Pino Veintimilla (Quito, 1945) es una bióloga del desarrollo, graduada por la Pontificia Universidad Católica del Ecuador. En 2006, fue elegida miembro la Academia Nacional de Ciencias de Estados Unidos.
En el año 2000 recibió el Premio L'Oréal-UNESCO a Mujeres en Ciencia. En 2019 recibió el Premio de la Sociedad Latinoamericana para la Biología del Desarrollo (LASDB) en reconocimiento a sus importantes contribuciones a la investigación científica en Ecuador y en general por promover la Biología del Desarrollo en América Latina.

## Biografía
Eugenia María del Pino nació y creció en Quito, la capital de Ecuador. Es la mayor ecuatoriana en La Unidad Educativa "La Providencia", en Quito. En 1945, obtuvo una licenciatura en Ciencias de la Educación y el título de profesora de segunda enseñanza en el área de Ciencias Biológicas por la Pontificia Universidad Católica del Ecuador (PUCE). Solicitó una beca del Programa de Becas para América Latina de las Universidades Norteamericanas "Laspau" ;para estudios superiores en Estados Unidos, donde en 1969 hizo una Maestría en la Vassar College, Nueva York y 1972 un doctorado (PhD) en la Emory University.
Después de sus estudios en Estados Unidos, Del Pino regresó a Ecuador y se unió al Departamento de Ciencias Biológicas de la Pontificia Universidad Católica del Ecuador (PUCE), siendo profesora de Biología desde 1972 hasta 2013. Es Profesora Emérita de la PUCE desde 2013 y continua estudiando el tema de su carrera científica, el análisis del desarrollo temprano de los anfibios.
Se desempeñó como Directora del Departamento de Ciencias Biológicas desde 1973 a 1975.
Con una beca de la Fundación Alexander von Humboldt realizó investigaciones en el Centro Alemán de Investigación Oncológica, en Heidelberg (Alemania) recibiendo el apoyo del profesor Michael Trendelenburg, entre 1984 a 1985. Obtuvo una beca Fulbright para investigar en el laboratorio del Dr. Joseph Gall en la Institución Carnegie para la Ciencia, Departamento de Embriología, en Baltimore, en el año 1990.
En 2006, Del Pino se convirtió en la primera persona ecuatoriana en ser elegida Miembro de la Academia Nacional de Ciencias de Estados Unidos, gracias a su trabajo realizado en el área de fisiología reproductiva y del desarrollo de una rana endémica de su país natal. La Sociedad Latinoamericana para la Biología del Desarrollo (LASDB) reconoció a Eugenia del Pino como la bióloga del desarrollo líder de América Latina y le otorgó el Premio LASDB 2019.

## Estudios y carrera
Ella recibió entrenamiento en la PUCE para ser profesora de segunda enseñanza, al tiempo  cuando el presidente John F. Kennedy de Estados Unidos inició el Programa de la Alianza para el Progreso con América Latina. Equipamiento y algunos profesores fueron enviados a Ecuador para contribuir al entrenamiento de profesores de ciencia para las escuelas secundarias. Una de las profesoras, la Dra. Cándida Acosta, le estimuló para que solicite una beca para realizar estudios superiores avanzados en Estados Unidos. Recibió una beca del Programa LASPAU y una beca internacional de la Asociación Americana de Mujeres Universitarias (AAUW) para sus estudios superiores en Estados Unidos. Del Pino obtuvo la Maestría en Ciencias por Vassar College y continuó sus estudios en la Universidad de Emory en Atlanta para obtener el PhD bajo el auspicio del Dr. Asa Alan Humphries, Jr. Para su disertación estudió el papel de la gelatina de huevo en la fecundación de Xenopus laevis. A su regreso a Ecuador en 1972, se incorporó al cuerpo de profesores de Biología de la PUCE, su alma mater en Quito, y ha desarrollado su carrera científica en Ecuador.
Gracias a Eugenia del Pino, la biología del desarrollo floreció en un lugar inesperado: Sin tener recursos económicos para comprar Xenopus laevis, ella encontró una rana, llamada Gastrotheca riobambae, en los mismos jardines de su universidad. Una rana que ella convirtió en un sistema único para estudiar la evolución de las adaptaciones del desarrollo embrionario. Gastrotheca es una rana marsupial que incuba sus huevos en una bolsa localizada en su espalda, a la cual el macho empuja los huevos con sus patas posteriores. Esta forma terrestre de reproducción ocurre solamente en las ranas latinoamericanas de la familia Hemiphractidae. Debido a la competencia intensa por sitios de reproducción en las selvas lluviosas de América Latina, han evolucionado más de 90 especies de estas ranas, en las cuales la hembra incuba a sus embriones dentro de su cuerpo, brindando paralelismo con la reproducción de los mamíferos.
Los embriones de las ranas marsupiales se desarrollan bajo condiciones de salinidad que se encuentran típicamente en el cuerpo, en contraste con el modo acuático de desarrollo que ocurre en Xenopus y muchas otras ranas. Las ranas tradicionales y las ranas marsupiales también difieren en el modo de excreción de deshechos metabólicos. Los renacuajos de vida libre excretan amoníaco que sería altamente tóxico al ser acumulado en áreas limitadas. Eugenia del Pino descubrió que los embriones de las ranas marsupiales excretan urea en vez de amoníaco. Ella encontró que añadir urea, que alcanza altos niveles en la bolsa materna, permite que los embriones se desarrollen afuera del cuerpo de la madre. Urea es un producto nitrogenado de deshecho que los embriones de las ranas marsupiales usan para retener el agua en las condiciones de estrés de agua de la bolsa materna. 
Los huevos de estas ranas son muy grandes, con un rango de 3 a 10 mm de diámetro en diferentes especies y contienen los nutrientes requeridos para el desarrollo hasta la metamorfosis. Ella encontró que Gastrotheca se desarrolla de modo similar al desarrollo del pollo sobre la superficie de la yema. Sin embargo, en vez de una banda primitiva se forma un blastoporo circular rodeado por un disco embrionario. De modo sorpresivo, la extensión del cuerpo se inicia solamente después de que ha concluido la involución celular en el blastoporo, demostrando que estos importantes movimientos celulares pueden disociarse de la gastrulación. Sus investigaciones revelan la extensa modularidad que existe en los procesos del desarrollo que guían el cerramiento del blastoporo y el alargamiento del notocordio de los anfibios, características que se relacionan con los modos reproductivos y las adaptaciones ecológicas.
Los embriones de Gastrotheca son planos y extienden bellas ramas de células de la cresta neural cranial y arcos branquiales. Parte de la cresta neural se incorpora en las “branquias acampanadas” que forman una rica red de capilares que rodean a cada embrión dentro de la bolsa materna y realiza intercambios gaseosos con la madre, de la cual está separado por las envolturas del huevo. Esta es una versión de los anfibios de una placenta.
Eugenia del Pino estudió otras ranas marsupiales y encontró en una de ellas, la rana venezolana llamada Flectonotus pygmaeus, cambios en la oogénesis para producir huevos grandes. Los oocitos tempranos en vez de tener un núcleo tienen hasta 3000 núcleos meióticos en una única célula. Los numerosos núcleos se pierden gradualmente hasta que en el oocito maduro y lleno de yema, solamente permanece un núcleo, formando una única vesícula germinal. Sus descubrimientos de las extraordinarias adaptaciones biológicas de las ranas marsupiales fueron plasmados en un famoso artículo publicado por Scientific American en 1989.
Sus investigaciones le valieron su elección a la Membresía de la Academia Latinoamericana de Ciencias, la Academia Mundial de Ciencias para el Avance de la Ciencia en los Países en Desarrollo (TWAS) y en 2006 ella fue la primera persona con ciudadanía Ecuatoriana en ser elegida a la Membresía de la Academia Nacional de Ciencias de Estados Unidos. Ella recibió el Premio L’Oréal-Unesco para Mujeres Científicas por América Latina.
La vida de Eugenia demuestra cómo la identificación de un problema interesante y el estudio de sus mecanismos biológicos puede permitir el avance de la ciencia en cualquier país del mundo que permita la creatividad. Eugenia estableció una Escuela de Investigación en Ecuador enfocada en las adaptaciones evolutivas del desarrollo embrionario.

## Docencia y Contribuciones a la Sociedad
Eugenia del Pino introdujo el campo de la Biología del Desarrollo al Ecuador y por largo tiempo la PUCE, su institución, fue la única universidad en Ecuador con cursos teóricos y prácticos en esta materia y su altamente productivo laboratorio fue el único laboratorio de investigación en Biología del Desarrollo. Sus programas de investigación fueron llevados a cabo principalmente con la colaboración de estudiantes de pregrado ya que no existían estudios de posgrado en ese entonces en Ecuador.
Una de sus fortalezas es la colaboración científica. Ella colaboró con investigadores de Estados Unidos, Japón, El Reino Unido y Alemania. Lo hizo de modo informal o por medio de programas  que incluyen a la Fundación Alexander von Humboldt y las becas Fullbright. Su productiva carrera científica ha resultado en el entrenamiento de lo que en la actualidad es una generación activa de investigadores científicos Latinoamericanos. Su éxito se debe a su dedicación y a su habilidad de entrenar a estudiantes de pregrado en la investigación científica. Sus publicaciones atestiguan su compromiso científico con el entrenamiento de pregrado, ya que la mayoría de sus coautores han sido sus propios estudiantes de pregrado. Eugenia del Pino ha entrenado a más de 300 estudiantes por medio de la docencia e investigación. 
Ecuador fue un de los pocos países de América Latina que no tenía una Academia de Ciencias. Por tal motivo, Eugenia invitó a varios colegas para discutir sobre la posibilidad de establecer la Academia Nacional de Ciencias de Ecuador (ACE). Ella y sus colegas elaboraron los estatutos y obtuvieron el reconocimiento legal del Gobierno del Ecuador. En 2013, la Secretaría de Ciencia Tecnología e Innovación del Ecuador (SENESCYT) reconoció formalmente a la ACE. Los seis colegas son los Miembros Fundadores de ACE. Ella sirvió como Vicepresidente de ACE de 2013 a 2016. La membresía de ACE ha crecido en los siguientes años y tiene más de 50 Miembros. La ACE brinda reconocimiento a sus Miembros, permite la comunicación entre los investigadores Ecuatorianos y busca intercambio con instituciones nacionales e internacionales. 
Del Pino contribuyó a la  educación para la conservación del Archipiélago de Galápagos por alrededor de 25 años. Ella colaboró con la Fundación Charles Darwin para las Islas Galápagos en el establecimiento de un programa de becas para estudiantes Ecuatorianos en las Islas Galápagos. Fue Vicepresidente de la Fundación Charles Darwin para las Islas Galápagos por varios años en la década de 1990. Debido a limitaciones de tiempo, se retiró de las actividades de conservación de Galápagos. 
Por su trabajo, Eugenia del Pino se ha convertido en una figura importante de la ciencia del Ecuador y América Latina.

## Publicaciones
- m. venegas-Ferrín, n. Sudou, m. Taira, eugenia m. del Pino. 2010. Comparison of Lim1expression in embryos of frogs with different modes of reproduction. Internat. J. Developmental Biology 54: 195-202

- eugenia m. del Pino. 2010. The early development of Gastrotheca riobambae and Colostethus machalilla, frogs with terrestrial reproductive modes. BiosciEdNet (BEN) Digital Library Portal for Teaching and Learning in the Biological Sciences.

- 2010. 'La gastrulación en ranas con diversos modos de reproducción. Rev. Ecuatoriana de Medicina y Ciencias Biológicas, Casa de la Cultura Ecuatoriana, Quito. 31:94-105 (2)
- Eugenia M. DEL Pino, F. Brown, G. Krohne. 2002. The Bidder’s organ in the toad Bufo marinus: effects of orchidectomy on the morphology and expression of lamina-associated polypeptide 2. Development Growth and Differentiation 44: 527-535 (The cover of this issue shows the testis and bidderian oocytes of Bufo marinus).[25]

- 1972. Interactions Between Gametes and Environment in Xenopus Laevis (Daudin) and Their Relationship to Fertilization. Editor Emory Univ. 1972, Department of Biology, Asa Alan Humphries. 218 pp.

### Como editora
- 2000. El Niño en Las Islas Galápagos: El Evento de 1982-1983. N.º 388 de Contribution ... of the Charles Darwin Foundation for the Galápagos Isles. Eds. Gary Robinson, Eugenia M. del Pino. Editor Fundación Charles Darwin para las Islas Galápagos, 534 pp.

## Honores
- Diploma para los esfuerzos en educación y en conservación en las Islas Galápagos, World Wildlife Fund. Gland, Suiza, 1986

- Medalla otorgada por la Fundación Charles Darwin para las islas Galápagos, 1999

- Premio L'Oréal-UNESCO a Mujeres en Ciencia, 2000[26]

- Sheth Galardón de Distinción Internacional de Alumno del Emory, 2003.[27]

- Galardón “Pluma de la Dignidad” dada por la Asociación Nacional de Periodistas de Ecuador, 2003

- TWAS Medalla de conferencista, Academia de Ciencias para el Mundo en Desarrollo, 2005
- Diploma otorgado por el Consejo Nacional de Mujeres. CONAMU. Quito, 2006.[11]

- Premio Nacional Eugenio Espejo (Premio Nacional Eugenio Espejo otorgado por el Gobierno de Ecuador, Quito, 2012.[28]

- Medalla Eugenio Espejo en las Ciencias dada por la Cámara de Comercio de Quito, en 2005 y en 2012 (Cámara de Comercio de Quito[29]).
- Premio LASDB 2019 de la Sociedad Latinoamericana de Biología del Desarrollo. Buenos Aires 2019.[2]
- Premio a la trayectoria, de la Sociedad de Biología del Desarrollo, 2022.[30][31]
- Reconocimiento otorgado por Revista Hogar (Ecuador) como Mujer del Año en las Ciencias, 2022.[32]

Membresías
- Fundadora de la Sociedad Ecuatoriana de Biología.
- Honoraria Extranjera de la American Society of Ichthyologists and Herpetologists, 1996.

- Latin American Academy of Sciences (ACAL) 1987.

- Academia Mundial de Ciencias para el Avance de la Ciencia en los Países en Desarrollo (TWAS) 1989.

- Honoraria extranjera de la American Academy of Arts and Sciences, 2006.

- Asociada extranjera de la Academia Nacional de Ciencias de Estados Unidos, 2006.
- Fundadora de la Academia de Ciencias del Ecuador, Quito, 2013.

## Otras lecturas
- Reflections on being a Scientist and a teacher of Science in Ecuador. 6 de abril de 2006. en línea

- g. Valiente. Noted biologist Eugenia del Pino 72G. Who needs mice when you have marsupial tree frogs? Emory Magazine. Primavera de 2007. en línea

- k. Mossman. Profile of Eugenia M. del Pino. PNAS 30 de octubre de 2007. Vol. 104: 17249-17251. en línea